# (38192) 1999 LP6
1999 LP6 (asteroide 38192) é um asteroide da cintura principal. Possui uma excentricidade de 0.08312280 e uma inclinação de 2.79392º.
Este asteroide foi descoberto no dia 7 de junho de 1999 por Spacewatch em Kitt Peak.